# 文心雕龍斠詮
《文心雕龙斠诠》，又稱《文心雕龍斟詮》，是由李曰剛對於《文心雕龍》的校勘版本，首版於1982年，由國立編譯館編。由上、下两册组成，两千五百八十页，约一百八十多万字，引用书目近三百余种:221。本書對於《文心雕龍》進入了深入的探討，被王更生認為「這部巨著實具有黃札、范注、劉釋、楊校的優點」，但是他在此書中所提出的一些新論也被學者所批評。

## 內容大要
內容上共分三大部分，第一大部分是序言、例略、原校姓氏及斠勘据本；第二大部分是具体每一篇的斠诠，每編包括了“题述”与“文解”，題述即是對於該篇的內容作理論分析，文解一部份就是對於原文作分段的解釋，先錄原文，而後再以較為典雅的白話文解釋大意，並加入自己的一些理解，再以「斠詮」解釋相關的字句；第三部分为附录，分别是：一、刘勰著作二篇，二、梁书刘勰传笺注，三、刘毓崧书文心雕龙后疏证，四、劉勰的身世考略，五、文心雕龙版本考略。
作者對於下篇篇次有所調整，詳列如下：
| 序號 | 通行本 | 郭晋稀 注译（十八篇） | 范文澜 注 | 杨明照 校注拾遺（校注） | 刘永济 校釋 | 李曰刚 斠詮 | 周振甫 注釋 | 李蓁非 釋譯 |
| 26   | 神思   |                       |           |                         |             |             |             | 情采        |
| 27   | 体性   |                       |           |                         |             |             |             | 神思        |
| 28   | 风骨   |                       |           |                         |             |             |             | 体性        |
| 29   | 通变   | 养气                  |           |                         |             | 养气        |             | 风骨        |
| 30   | 定势   | 附会（通变）          |           |                         |             | 附会        |             | 定势        |
| 31   | 情采   | 通变（定势）          |           |                         |             | 通变        |             | 附会        |
| 32   | 镕裁   | 事类（情采）          |           |                         |             | 定势        | 物色        | 通变        |
| 33   | 声律   | 定势（镕裁）          |           |                         |             | 情采        | 镕裁        | 镕裁        |
| 34   | 章句   | 情采（声律）          |           |                         |             | 镕裁        | 声律        | 声律        |
| 35   | 丽辞   | 镕裁（章句）          | 练字      |                         |             | 章句        | 章句        | 练字        |
| 36   | 比兴   | 声律（丽辞）          | 丽辞      |                         |             | 声律        | 丽辞        | 章句        |
| 37   | 夸饰   | 练字（比兴）          | 事类      |                         |             | 丽辞        | 比兴        | 比兴        |
| 38   | 事类   | 章句（夸饰）          | 比兴      |                         |             | 比兴        | 夸饰        | 夸饰        |
| 39   | 练字   | 丽辞（事类）          | 夸饰      |                         |             | 夸饰        | 事类        | 丽辞        |
| 40   | 隱秀   | 比兴（练字）          |           |                         | 物色        | 事类        | 练字        | 事类        |
| 41   | 指瑕   | 夸饰（隱秀）          |           | 物色                    | 隱秀        | 练字        | 隱秀        | 隱秀        |
| 42   | 养气   | 物色（指瑕）          |           | 指瑕                    | 指瑕        | 隱秀        | 指瑕        | 物色        |
| 43   | 附会   | 隱秀（附会）          |           | 養氣                    | 养气        | 物色        | 养气        | 指瑕        |
| 44   | 总术   | 指瑕（物色）          | 物色      | 附會                    | 附会        | 指瑕        | 附会        | 养气        |
| 45   | 时序   | 总术                  | 总术      | 指瑕（物色）            | 总术        | 总术        | 总术        | 总术        |
| 46   | 物色   | 时序                  | 时序      | 时序                    | 时序        | 时序        | 时序        |             |

## 特點
李曰剛在此書中將文心雕龍的篇次有所調換，在郭晉稀《十八篇》的基礎上有所增減。其中理由主要是劉勰在〈序志〉篇的描述，以及是各篇之間理論上的脈絡。牟世金認為，這些調動只是依研究者各自的理解，而這此改動並不夠慎重:101-103。

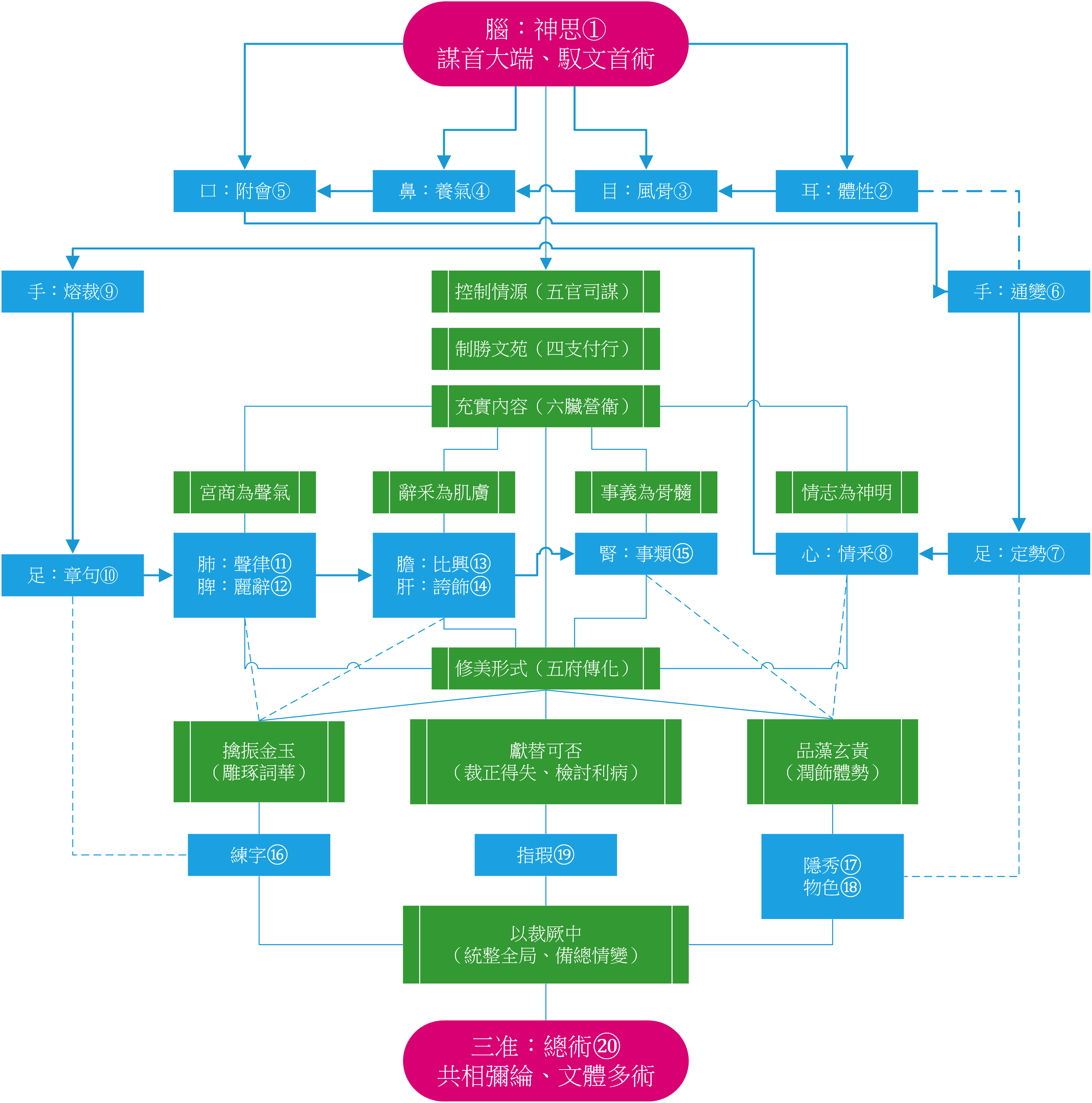
《文學創作理論體系圖》

本書所使用的圖表眾多，一共有十九個:244-245。例如李曰剛在書中《總術》篇將整個創作論比喻成一個人體，並畫出了《文學創作理論體系圖》。牟世金認為，這個體系圖以「設計」成份為重，但是有所特色和獨到之處，並認為「文學即人學」，覺得是可以值得注意的途徑。但是〈通變〉篇、〈定勢〉篇等的位置只是他自己的設計，而心、腎、肝、膽等喻更是違背劉勰的自喻:34-36。張然認為文心雕龍的創作論有不少地方是從人（即作者）本身出發的，思路是可以考慮的，研究方式独特又创新。但是此圖無視了創作「情以物遷」的原則，忽視了作者會受自然環境的影響才會產生創作的欲望，有失公允:229-232。

## 總評
牟世金認為，此書在「校」、「注」、「釋」、「論」各方面對相當詳盡而集前人之大成，認為他虛若若谷以發展中華民族的想法是值得欽佩發揚的。而整書大致而言沒有標新立異之意，補齊范注的努力值得肯定。:28-29王更生認為「這部巨著實具有黃札、范注、劉釋、楊校的優點」，每一個意思都能「博釆其長」，而校一字也會引中外名家的說法作比較。李平、黄诚祯認為《斠诠》之注释大多谨守前贤、师友之说，征引了不少前人注释成果而又未加说明。張然認為，這是一部「以弘扬民族传统文化为大志的著作」，開創了龍學研究新境界:247。

## 影響
據統計，在《文心雕龍義証》中，整書一共引用了《斠詮》約750次，僅次於對范注和楊明照《校注拾遺》的徵引，在全書的第三位。李平，黄诚祯認為本書對於《義証》有相當大的影響，「使大陆与台湾地区的『龙学』研究成果得以交融互补」。:108

## 外部連結
- 文心雕龍斟詮修訂本自序 （页面存档备份，存于）